# Pical de Castellars
El Pical de Castellars és una muntanya de 1.374 metres que es troba al municipi de Coll de Nargó, a la comarca de l'Alt Urgell.